# There's No Business Like Show Business (film)
There's No Business Like Show Business is een Amerikaanse film uit 1954 van Walter Lang met in de hoofdrollen Ethel Merman, Donald O'Connor en Marilyn Monroe.
De film is gebaseerd op het gelijknamige liedje van Irving Berlin uit de musical Annie Get Your Gun. Rondom het nummer werd een nieuw verhaal gecreëerd waarin weer een aantal Irvin Berlinsongs werd opgenomen.
De film was een succes in de bioscopen en kreeg een aantal Oscarnominaties voor Beste Kostuums, Beste Muziek en Beste Verhaal. Ondanks het succes in de bioscopen was de film een financiële teleurstelling voor 20th Century Fox. Het was ook de laatste keer dat Berlin muziek schreef voor een film.

## Verhaal
In de jaren twintig van de twintigste eeuw vormen Terry en Molly Donahue en hun kinderen, Katy, Steve en Tim een vaudeville act onder de naam de Five Donahues. Als de depressie toeslaat wordt ook de act getroffen en moet de Donahues andere activiteiten ontplooien. Als halverwege de jaren dertig er weer liveshows in bioscooptheaters worden gehouden komen de Donahues weer terug aan de top.
Op een avond ontmoet Tim de zangeres Vicky Hoffman en is onder de indruk van haar zangtalent. Vicky wil echter niets van Tim weten en stuurt hem weg. Steve vertelt de familie dat hij een priester wil worden. De familie accepteert dit na enige aarzeling en gaat verder als de Four Donahues. Ze gaan naar Miami voor een engagement in een nachtclub. Daar ontmoet Tim Vicky weer die nu Vicky Parker heet. Vicky zingt een sexy versie van Heat Wave een oud nummer van Molly. Haar act is een sensatie en Tim is nu smoorverliefd op Vicky. Het meisje denkt echter alleen aan haar carrière en houdt Tim af. Al snel wordt Vicky gezien door producent Harris die een Broadwayrevue rondom Vicky, Tim en Katy wil opzetten. Vader en moeder Donnahue gaan samen verder. Tim blijft het bij Vicky proberen en vraagt haar uit. Ze zegt toe, maar even later krijgt ze ruzie met Harris over de kleur van haar jurk en vergeet de tijd. Tim is woedend dat ze niet komt opdagen, raakt dronken, en belandt in het ziekenhuis. Molly is woedend op Vicky maar die zegt dat alles een misverstand is. De show is ondanks Tims afwezigheid een geweldig succes.
Molly en Katy gaan de volgende dag op zoek naar Tim. Die is echter verdwenen. De Donahues zetten alles op alles om Tim te vinden. Er gaat een jaar voorbij en er is nog altijd geen spoor. Molly vertelt Terry dat het Hippodrome in New York gaat sluiten en dat ze zijn gevraagd voor de afscheidsvoorstelling. In de kleedkamer zien Molly en Vicky elkaar. De laatste bekent haar liefde voor Tim en Molly vergeeft haar. Als de Donahues optreden in de Hippodrome met hun oude succesnummer, zien ze plotseling Tim de coulissen staan in een marineuniform. Vicky en Tim vallen elkaar in de armen en de Six Donahues zingen niet lang daarna het nummer "There's No Business Like Show Business".

## Rolverdeling

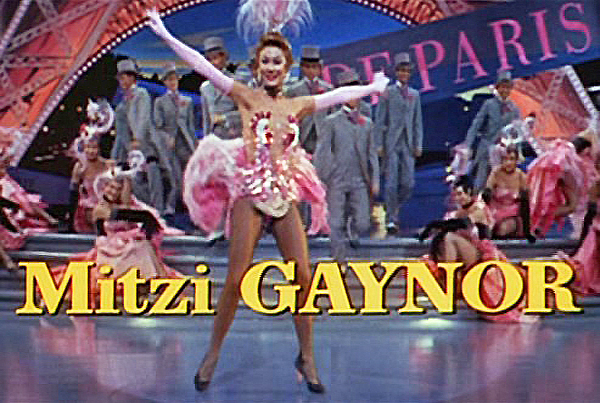
Mitzi Gaynor

| Acteur          | Personage              |
| --------------- | ---------------------- |
| Donald O'Connor | Tim Donahue            |
| Ethel Merman    | Molley Donahue         |
| Marilyn Monroe  | Vicky Parker           |
| Mitzi Gaynor    | Katy Donahue           |
| Dan Daily       | Terrance Terry Donahue |
| Johnnie Ray     | Steve Donahue          |
| Hugh O'Brian    | Charles Gibbs          |
| Frank McHugh    | Eddie Duggan           |
| Rhys Williams   | Vader Dineen           |
| Lee Patrick     | Marge                  |

## Achtergrond

### Productie
In mei 1951 wilde 20th Century Fox een contract sluiten met de bekende liedjesschrijver Irving Berlin. Fox zou Berlin vastleggen voor drie films, waarvoor hij de muziek en de verhalen zou leveren. Er was een half miljoen dollar gemoeid met deze deal. Uiteindelijk zou Berlin afzien van het contract omdat hij zelf de beschikking wilde houden over zijn projecten. Lamar Trotti werd aangetrokken voor de productie en het schrijven van het scenario, maar hij overleed in 1952, waarna Sol S. Siegel het productiestokje overnam. Henry en Phoebe Ephron werden aangetrokken voor het scenario. Vervolgens zou in 1953 begonnen worden met de opnames. Door ziekte van regisseur Walter Lang werd de productie opgeschoven van juni 1953 tot maart 1954. De productie begon in maart 1954 met de eerste repetities. Er waren zo'n 750 dansers aangetrokken om naast de acteurs te figureren.

### Acteurs
Marilyn Monroe werd eigenlijk alleen ingehuurd omdat Irving Berlin een foto van haar had gezien en met nadruk vroeg om haar voor de rol te gebruiken. De studio had Monroe tijdelijk met gedwongen verlof gestuurd omdat ze had geweigerd op te treden in de filmusical Pink Tights. Omdat ze nooit meer in een musical wilde spelen, wilde Monroe ook deze de film niet doen. Het was studiobaas Darryl F. Zanuck die haar overhaalde met de belofte dat ze de hoofdrol zou krijgen in The Seven Year Itch. Aanvankelijk was Betty Grable geselecteerd als Molly en Fred Astaire als Terry. Maar zij vielen weer af. Ook andere acteurs en actrices werden getest, bijvoorbeeld Gil Lamb, Van Johnson, Don Crichton, Sheree North en Lila King.

## Muziek
De film bevat maar twee nieuwe liedjes van Irving Berlin: "A Man Chases a Girl Until She Catches Him" en "A Sailor's Not a Sailor ('Till a Sailor's Been Tattooed"). Alle andere nummers werden door hem geschreven voor Broadwayshows en andere films van 20th Century Fox uit het verleden. Het nummer "If You Believe" was vijfentwintig jaar eerder geschreven en tot dan toe alleen opgevoerd in kerken. Een aantal nummers, "Anything You Can Do, I Can Do Better", "But I Ain't Got a Man" en "I Can Make You Laugh" werd wel opgenomen, maar uiteindelijk in de montage weggelaten. Berlin zou na deze film nooit meer de muziek voor een film schrijven. De volgende liedjes zijn in de film te horen, alle nummers zijn geschreven door Irving Berlin:

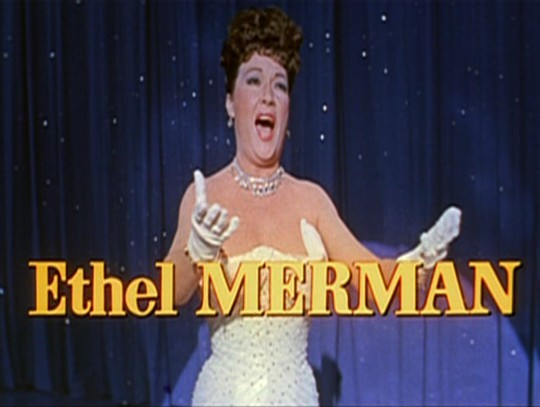
Ethel Merman

- "After You Get What You Want You Don't Want It" (gezongen door Marilyn Monroe)
- "Heat Wave" (gezongen door Marilyn Monroe)
- "Lazy" (gezongen door Marilyn Monroe, Mitzi Gaynor and Donald O'Connor)
- "There's No Business Like Show Business" (gezongen door het ensemble)
- "You'd Be Surprised" (gezongen door Marilyn Monroe)
- "Alexander's Ragtime Band" (gezongen door het ensemble)
- "There's No Business Like Show Business" (gezongen door Ethel Merman)
- "A Sailor's Not a Sailor ('Til a Sailor's Been Tattooed)" (gezongen door Ethel Merman and Mitzi Gaynor)
- "A Man Chases a Girl (Until She Catches Him)" (gezongen door Donald O'Connor and Marilyn Monroe)
- "A Pretty Girl Is Like a Melody" (gezongen door Ethel Merman)
- "Simple Melody" (gezongen door Ethel Merman)
- "When the Midnight Choo-Choo Leaves for Alabam'" Ethel Merman and Dan Dailey)
- "Alexander's Ragtime Band" (gezongen door Ethel Merman, Dan Dailey, Donald O'Connor, Mitzi Gaynor and Johnnie Ray)
- "If You Believe" (gezongen door Johnnie Ray)
- "Let's Have Another Cup o' Coffee" (gezongen door Ethel Merman)
- "Remember" (gezongen door Ethel Merman and Dan Dailey)
- "Marie" (gezongen door een onbekende zanger)
- "Ive'Got My Love To Keep Me Warm" (instrumentaal nummer)